# 136
Năm 136 là một năm trong lịch Julius. 